# Russian Helicopters (Radsportteam)
Russian Helicopters war ein russisches Radsportteam mit Sitz im italienischen Nuvolera.
Die Mannschaft wurde 2013 gegründet und nahm bis zum Ablauf der Saison 2014 als Continental Team an den UCI Continental Circuits teil. Manager war Alexander Posternak, der von den sportlichen Leitern Alexander Wassin und Roberto Vigni unterstützt wurde. Als Sponsor des Teams agierte der staatliche russische Hubschrauberhersteller Russian Helicopters.

## Saison 2015

### Abgänge – Zugänge
| Zugänge | Team 2014 | Abgänge                                | Team 2015       |
| ------- | --------- | -------------------------------------- | --------------- |
|         |           | Alexander Alexandrowitsch Jewtuschenko | RusVelo         |
|         |           | Alexander Komin                        | RusVelo         |
|         |           | Roman Kustadintschew                   | RusVelo         |
|         |           | Artjom Nytsch                          | RusVelo         |
|         |           | Andrei Sasanow                         | GM Cycling Team |
|         |           | Iwan Sawizki                           | Dinamo Moscow   |
|         |           | Matwei Subow                           | Dinamo Moscow   |

## Saison 2014

### Erfolge in der UCI Europe Tour
In den Rennen der Saison 2014 der UCI Europe Tour gelangen die nachstehenden Erfolge.
| Datum     | Rennen                                           | Kat. | Sieger                 |
| --------- | ------------------------------------------------ | ---- | ---------------------- |
| 3. April  | 3. Etappe Grand Prix of Sochi (EZF)              | 2.2  | Alexander Jewtuschenko |
| 18. April | 3. Etappe Grand Prix of Adygeya                  | 2.2  | Andrei Sasanow         |
| 15. Juni  | 5. Etappe Grand Prix Udmurtskaya Pravda          | 2.2  | Jewgeni Kowaljow       |
| 26. Juni  | Russische Meisterschaft – Einzelzeitfahren (U23) | CN   | Alexander Jewtuschenko |
| 28. Juni  | Russische Meisterschaft – Straßenrennen (U23)    | CN   | Iwan Sawizki           |

### Zugänge – Abgänge
| Zugänge                          | Team 2013     | Abgänge                     | Team 2014              |
| -------------------------------- | ------------- | --------------------------- | ---------------------- |
| Iwan Kowaljow                    | RusVelo       | Michail Akimow              | Itera-Katusha          |
| Jewgeni Kowaljow                 | RusVelo       | Alexander Foliforow         | Itera-Katusha          |
| Iwan Sawizki                     | RusVelo       | Kirill Jazewitsch           | Itera-Katusha          |
| Matwei Subow                     | Itera-Katusha | Ajdar Sakarin               | Itera-Katusha          |
| Maxim Andrejew                   | Neoprofi      | Mamir Stasch                | Itera-Katusha          |
| Roman Kustadintschew             | Neoprofi      | Nikolai Schurkin            | RTS-Santic Racing Team |
| Pawel Leonow                     | Neoprofi      | Maxim Bartenew              | Unbekannt              |
| Artjom Nytsch                    | Neoprofi      | Jewgeni Borissow            | Unbekannt              |
| Andrei Sasanow                   | Neoprofi      | Wladimir Dolgow             | Unbekannt              |
| Pawel Tschursin                  | Neoprofi      | Alexei Semotschkin          | Unbekannt              |
| Alexander Komin (ab 28. März)    | Neoprofi      | Sergei Temnenko             | Unbekannt              |
| Alexander Antonow (ab 1. August) | Neoprofi      | Iwan Kowaljow (bis 2. Juni) | RTS-Santic Racing Team |
| Alexander Lobanow (ab 1. August) | Neoprofi      |                             |                        |

### Mannschaft
| Name                   | Geburtstag      | Nationalität |
| ---------------------- | --------------- | ------------ |
| Maxim Andrejew         | 28. Mai 1995    | Russland     |
| Alexander Antonow      | 8. März 1995    | Russland     |
| Alexander Grigorjew    | 21. März 1992   | Russland     |
| Alexander Jewtuschenko | 30. Juni 1993   | Russland     |
| Alexander Komin        | 12. April 1995  | Russland     |
| Jewgeni Kowaljow       | 6. März 1989    | Russland     |
| Alexei Kurbatow        | 9. Mai 1994     | Russland     |
| Roman Kustadintschew   | 3. August 1995  | Russland     |
| Pawel Leonow           | 25. April 1995  | Russland     |
| Alexander Lobanow      | 29. April 1995  | Russland     |
| Artjom Nytsch          | 21. März 1995   | Russland     |
| Andrei Sasanow         | 25. Januar 1994 | Russland     |
| Iwan Sawizki           | 6. März 1992    | Russland     |
| Matwei Subow           | 22. Januar 1991 | Russland     |
| Pawel Tschursin        | 21. April 1995  | Russland     |

## Platzierungen in UCI-Ranglisten
UCI America Tour
| Saison | Mannschaftswertung | Fahrerwertung           |
| ------ | ------------------ | ----------------------- |
| 2013   | -                  | -                       |
| 2014   | 32.                | Jewgeni Kowaljow (210.) |

UCI Europe Tour
| Saison | Mannschaftswertung | Fahrerwertung               |
| ------ | ------------------ | --------------------------- |
| 2013   | 79.                | Alexander Foliforow (266.)  |
| 2014   | 84.                | Roman Kustadintschew (405.) |